# Аверин, Сергей Сергеевич
Сергей Сергеевич Аве́рин (укр. Сергій Сергійович Аверін; род. 21 апреля 1975, Симферополь) — украинский футболист, нападающий.

## Биография
Воспитанник симферопольской «Таврии», где его тренером был Виктор Орлов.
В 1993 году начал карьеру футболиста в основном составе «Таврии», однако за команду провёл всего одну игру в Кубке Украины. Затем играл в любительском чемпионате Украины за охотниковскую «Чайку». Летом 1995 года перешёл в клуб Второй лиги Украины — «Каховку», где играл на протяжении четырёх месяцев. Его следующим клубом стала «Нива-Космос», которая вначале выступала во Второй лиге, а затем в любительском чемпионате.
В сезоне 1997/98 играл за второлиговый бориспольский «Борисфен», а в начале следующего сезона являлся игроком «Полиграфтехники» из Первой лиги. Летом 1999 года вернулся в стан «Таврии», где играл на протяжении года и сыграл в более чем двадцати играх, однако в большинстве из них выходил на замену. Затем являлся футболистом «Титана» из Армянска на протяжении полугода. В 2001 году являлся игроком симферопольского «Динамо». Вплоть до сентября был лучшим бомбардиром Второй лиги. В итоге покинул команду по окончании осенней части сезона 2001/02, этот сезон стал самым результативным в карьере Аверина, тогда он забил девять голов.
По приглашению Александра Шудрика перешёл в стан любительского коллектива «Крымтеплица» из Молодёжного. Вместе с командой играл в украинском любительском чемпионате и Кубке. В ноябре 2002 года вместе с командой стал бронзовым призёром первого розыгрыша Кубка Крымтеплицы. Во Второй лиге за «Крымтеплицу» играл на протяжении полугода, после чего покинул команду. В 2005 году являлся игроком красноперекопского «Химика».
В настоящее время является главным тренером симферопольской мини-футбольной команды МЧС и тренером ДШФ Адвир.

## Статистика
| Сезон   | Клуб                 | Лига        | Чемпионат | Чемпионат | Кубок | Кубок |
| Сезон   | Клуб                 | Лига        | Игры      | Голы      | Игры  | Голы  |
| ------- | -------------------- | ----------- | --------- | --------- | ----- | ----- |
| 1993/94 | Таврия               | Высшая лига | 0         | 0         | 1     | 0     |
| 1995/96 | Каховка              | Вторая лига | 14        | 2         | 1     | 0     |
| 1995/96 | Нива-Космос          | Вторая лига | 3         | 0         | 1     | 0     |
| 1997/98 | Борисфен             | Вторая лига | 20        | 1         |       |       |
| 1998/99 | Полиграфтехника      | Первая лига | 2         | 0         |       |       |
| 1999/00 | Таврия               | Высшая лига | 21        | 1         | 2     | 0     |
| 2000/01 | Титан (Армянск)      | Вторая лига | 13        | 1         |       |       |
| 2001/02 | Динамо (Симферополь) | Вторая лига | 16        | 9         |       |       |
| 2003/04 | Крымтеплица          | Вторая лига | 14        | 0         |       |       |